# Alberto Rosenblit
Alberto Rosenblit (Rio de Janeiro, 2 de outubro de 1954) é um pianista, compositor, arranjador e produtor musical brasileiro. Iniciou seus estudos de piano aos seis anos de idade e foi aluno de mestres como Odette Ernest Dias, Esther Scliar e Ian Guest.

## Biografia
Em 1970, começou sua carreira tocando em várias bandas e conjuntos de câmara. Em 1980, lançou seu primeiro LP, em parceria com o violonista e arranjador Mario Adnet. Ainda nos anos 1980, participou de trabalhos de grandes artistas brasileiros como Nara Leão, Simone, Francis Hime e Zé Renato, e começou a trabalhar na criação de trilhas sonoras para a TV Globo.
Em 2004, assinou a produção musical da novela Cabocla (Globo). Trabalhou na trilha sonora da minissérie Mad Maria. Experiente em novelas e minisséries, trabalhou também em Agosto, Presença de Anita, Por Amor, Mulheres Apaixonadas, Laços de Família, Páginas da Vida, Coração de Estudante, A Favorita, entre outras produções. Também foi um dos responsáveis pelos arranjos do reality-show, Fama em 2002 e entre 2004 e 2005.
Alberto Rosenblit tem marcas registradas nas novelas e minisséries:
- Você Decide - 1992
- Retrato de Mulher - 1993
- Agosto - 1993
- A Madona de Cedro (minissérie) - 1994
- Incidente em Antares - 1994
- Irmãos Coragem - 1995
- Explode Coração - 1995 / 1996
- A Justiceira - 1997
- Por Amor - 1997 / 1998
- Torre de Babel - 1998 / 1999
- Suave Veneno - 1999
- Laços de Família - 2000 / 2001
- Presença de Anita - 2001
- Coração de Estudante - 2002
- Mulheres Apaixonadas - 2003
- Cabocla - 2004
- Mad Maria - 2005
- Páginas da Vida - 2006 / 2007
- Eterna Magia - 2007
- A Favorita - 2008 / 2009
- A Princesa e o Vagabundo (especial) - 2010
- Tapas & Beijos (seriado) - 2011

Entre os 16 trabalhos, nove foram dirigidos por Ricardo Waddington.
Trabalha constantemente com o autor Manoel Carlos.

## Álbuns
- 2008 A Favorita - Instrumental (Lançado pela Som Livre)
- 2007 Eterna Magia Nacional - Música: Pout-Pourri Eterna Magia: Concerto Nº02 em C Menor para Piano e Orquestra (Lançado pela Som Livre)
- 2005 Mad Maria - Trilha sonora instrumental (Lançado pela Som Livre)
- 2003 Mulheres Apaixonadas Vol.2 - Música: De Bem Com A Vida (Lançado pela Som Livre)
- 2001 Trilhas Brasileiras (Lançado sobre o selo Biscoito Fino)